# Premier League Malti 1983-1984
L'edizione 1983-1984 della Premier League maltese è stata la sessantanovesima edizione della massima serie del campionato maltese di calcio. Il titolo è stato vinto dal Valletta.

Quest'edizione del campionato ha adottato un particolare sistema per l'assegnazione del titolo e delle retrocessioni.

Dopo una prima fase di sette partite, dove ogni squadra affronta una volta tutte le altre, le prime quattro classificate accedono ai playoff per il titolo, le altre quattro accedono ai playoff retrocessione.
La classifica iniziale della seconda fase è una classifica avulsa, che tiene in considerazione solo gli incontri disputati contro le altre squadre della stessa fase.

Le gare della seconda fase vengono giocate in gironi all'italiana con gare di andata e ritorno, per un totale di sei partite.

## Classifica prima fase
|   | Classifica      | G | V | N | P | GF | GS | Dif | Pt |
| - | --------------- | - | - | - | - | -- | -- | --- | -- |
| 1 | Valletta        | 7 | 4 | 2 | 1 | 8  | 3  | +5  | 10 |
| 2 | Ħamrun Spartans | 7 | 3 | 3 | 1 | 9  | 5  | +4  | 9  |
| 3 | Hibernians      | 7 | 3 | 3 | 1 | 7  | 5  | +2  | 9  |
| 4 | Rabat Ajax      | 7 | 2 | 4 | 1 | 8  | 5  | +3  | 8  |
| 5 | Żurrieq         | 7 | 1 | 6 | 0 | 4  | 2  | +2  | 8  |
| 6 | Floriana        | 7 | 2 | 3 | 2 | 6  | 7  | -1  | 7  |
| 7 | St. Patrick's   | 7 | 1 | 1 | 5 | 2  | 11 | -9  | 3  |
| 8 | Birkirkara      | 7 | 0 | 2 | 5 | 0  | 6  | -6  | 2  |

### Spareggio quarto posto
|  | Rabat Ajax | 2 – 0 | Żurrieq |  |

### Verdetti prima fase
Accedono ai playoff campionato:

Valletta, Ħamrun Spartans, Hibernians, Rabat Ajax

Accedono ai playoff retrocessione:

Żurrieq, Floriana, St. Patrick's, Birkirkara

## Classifiche seconda fase

### Playoff campionato

#### Classifica iniziale
|   | Classifica      | G | V | N | P | GF | GS | Dif | Pt |
| - | --------------- | - | - | - | - | -- | -- | --- | -- |
| 1 | Valletta        | 3 | 2 | 0 | 1 | 5  | 3  | +2  | 4  |
| 2 | Hibernians      | 3 | 1 | 2 | 0 | 3  | 2  | +1  | 4  |
| 3 | Rabat Ajax      | 3 | 0 | 2 | 1 | 1  | 2  | -1  | 2  |
| 4 | Ħamrun Spartans | 3 | 0 | 2 | 1 | 1  | 3  | -2  | 2  |

#### Classifica finale
|   | Classifica      | G | V | N | P | GF | GS | Dif | Pt |
| - | --------------- | - | - | - | - | -- | -- | --- | -- |
| 1 | Valletta        | 9 | 5 | 2 | 2 | 9  | 6  | +3  | 11 |
| 2 | Rabat Ajax      | 9 | 3 | 4 | 2 | 5  | 3  | +2  | 10 |
| 3 | Ħamrun Spartans | 9 | 3 | 3 | 3 | 7  | 6  | +1  | 9  |
| 4 | Hibernians      | 9 | 1 | 3 | 5 | 5  | 11 | -6  | 5  |

### Playoff retrocessione

#### Classifica iniziale
|   | Classifica    | G | V | N | P | GF | GS | Dif | Pt |
| - | ------------- | - | - | - | - | -- | -- | --- | -- |
| 5 | Żurrieq       | 3 | 1 | 2 | 0 | 2  | 0  | +2  | 4  |
| 6 | Floriana      | 3 | 1 | 2 | 0 | 1  | 0  | +1  | 4  |
| 7 | St. Patrick's | 3 | 1 | 1 | 1 | 1  | 2  | -1  | 3  |
| 8 | Birkirkara    | 3 | 0 | 1 | 2 | 0  | 2  | -2  | 1  |

#### Classifica finale
|   | Classifica    | G | V | N | P | GF | GS | Dif | Pt |
| - | ------------- | - | - | - | - | -- | -- | --- | -- |
| 5 | Żurrieq       | 9 | 6 | 2 | 1 | 11 | 2  | +9  | 14 |
| 6 | Floriana      | 9 | 4 | 2 | 3 | 6  | 3  | +3  | 10 |
| 7 | St. Patrick's | 9 | 2 | 3 | 4 | 5  | 11 | -6  | 7  |
| 8 | Birkirkara    | 9 | 1 | 3 | 5 | 3  | 9  | -6  | 5  |

## Verdetti finali
- Valletta Campione di Malta 1983-1984
- St. Patrick's e Birkirkara retrocesse.